# Bechstedt
Bechstedt település Németországban, azon belül Türingiában. Lakosainak száma 140 fő (2023. december 31.).

## Népesség
A település népességének változása:
| Lakosok száma | 160  | 148  | 146  | 146  | 148  | 140  |
|               | 2014 | 2017 | 2019 | 2021 | 2022 | 2023 |